# Prosopon
Prosopon (em grego clássico: πρόσωπον; plural: em grego clássico: πρόσωπα - prosopa) é um termo técnico encontrado na teologia grega. Ele é geralmente traduzido como "pessoa" e, como tal, é por vezes confundido nas traduções com hypostasis, que também pode ser traduzido como "pessoa". Prosopon originalmente significava "face" ou "máscara" em grego e deriva do teatro grego, no qual os atores no palco vestiam máscaras para revelar ao público o personagem e seu estado emocional. Tanto o termo prosopon quanto hypostasis tiveram um papel central no desenvolvimento da teologia sobre a Trindade e sobre Jesus Cristo (cristologia), com intensos debates indo do quarto ao sétimo século.

## Acepções do termo
No estudo da personalidade (caracterologia), Ludwig Klages, utilizava prosopon com duplo sentido: o de máscara e o de carater ou personalidade. De prosopon deriva o termo persona (latim), que mais tarde foi erroneamente interpretado como derivado de personare (= ressoar através de).
O termo é utilizado para indicar a "a auto-manifestação de um indivíduo" que pode ser expandida por meio de outras coisas. Por exemplo, um pintor que inclui seu pincel em seu próprio prosopon. Prosopon também é a forma na qual a hipóstase aparece. Toda natureza e toda hipóstase tem sua prosopon apropriada: face ou semblante. Ela dá a expressão à realidade da natureza, com seus poderes e características.
Paulo de Tarso utiliza o termo quando fala sobre sua própria apreensão no coração quando deparado com a Face (prosopon) de Cristo (em II Coríntios 4:6).

## Controvérsias
Dois diferentes cristologistas da Escola de Antioquia, Teodoro de Mopsuéstia e, depois, Nestório, seu discípulo, apoiaram a união prosópica das duas naturezas de Jesus Cristo em contraste com a então aceita união hipostática.
Teodoro de Mopsuéstia defendia uma visão de Cristo que ele via como uma união das naturezas (prosopon) humana e divina. Esta era uma união onde Jesus seria apenas um homem ligado de forma indissolúvel com Deus através da habitação permanente do Logos. Ele acreditava que a encarnação de Jesus representa uma habitação do espírito de Deus que é distinto da habitação que foi experimentada pelos profetas do Antigo Testamento e pelos apóstolos do Novo Testamento. Jesus era visto como um ser humano que compartilhava o atributo filial divino do Logos; o Logos se uniu a Jesus a partir do momento de sua concepção. Após a sua ressurreição, o Jesus humano e o Logos revelam  que eles foram sempre uma única prosopon. Esta unidade entre Jesus e o Logos seria, então o que ele chama de "união prosópica".
Teodoro trata da união prosópica ao aplicar o conceito de prosopon a Cristo. Ele reconhece duas expressões de Cristo - humana e divina. Porém, para ele isso não significa que Cristo atingiu a unidade de duas expressões através da formação de uma terceira prosopon, mas que uma prosopon é produzida pelo Logos dando seu próprio semblante ao homem escolhido. Ele interpreta a unidade entre Deus e o homem em Cristo na linha de uma unidade entre corpo e alma. Prosopon tem um papel importante na interpretação de Cristo, pois ele rejeitava o conceito da hypostasis, acreditando que ele estava em contradição com a verdadeira natureza de Cristo. Ao invés disso, ele afirmava que, em Cristo, tanto o corpo quanto a alma podem ser assumidos: Ele assumiu uma alma e, pela graça de Deus, a trouxe para um estado de imutabilidade e de controle completo sobre as vicissitudes do corpo.
Nestório ampliou a crença de Teodoro sobre a união prosópica da seguinte forma: "Prosopon é a aparência da ousia: a prosopon torna conhecida a ousia". As duas prosopa estão unidas "Em Cristo... a 'prosopon' única não pertence à natureza ou à hipóstase que surgiu a partir da união natural da Divindade e a Humanidade, mas à unidade de duas naturezas inconfusas"